# Calvaire des Rochelles
Le calvaire des Rochelles est un calvaire situé à Saint-Nazaire, en France.

## Localisation
Le calvaire est situé sur la commune de Saint-Nazaire, dans le département de la Loire-Atlantique.

## Historique
Le monument, datant du 16e siècle, est inscrit au titre des monuments historiques en 1944.